# Infiniminer
Infiniminer est un jeu vidéo indépendant de type bac à sable en multijoueur conçu par Zachary Barth. Sorti en 2009, le jeu propose au joueur d'incarner un personnage se mouvant dans un univers en trois dimensions, représenté par des cubes, la représentation du décor utilisant le principe des voxels. Il est possible de récupérer des ressources en creusant dans ces cubes, et de créer de nouveaux blocs avec les ressources ainsi accumulées.
Il est le principal inspirateur de Minecraft, dont le développement débuta le 10 mai 2009, ainsi que d'autres jeux utilisant ce concept de cubes, tels que FortressCraft, Total Miner, CastleMiner, CraftWorld, Ace of Spades, Guncraft, 7 Days to Die, Block Fortress ou encore les variantes libres Minetest, BlockColor et Voxelands.